# Unai Núñez
Unai Núñez Gestoso (* 30. Januar 1997 in Sestao) ist ein spanischer Fußballspieler. Der Verteidiger steht seit 2024 als Leihspieler von Celta Vigo bei seinem Jugendverein Athletic Bilbao unter Vertrag und ist ehemaliger spanischer Nationalspieler.

## Karriere

### Verein
Núñez begann seine Karriere bei Athletic Bilbao. Im August 2015 spielte er erstmals für das Farmteam CD Baskonia in der Tercera División.
Im August 2016 debütierte er für die B-Mannschaft von Bilbao in der Segunda División B, als er am ersten Spieltag der Saison 2016/17 gegen die UD Socuéllamos in der Startelf stand. Seinen ersten Treffer in der dritthöchsten Spielklasse erzielte er im Januar 2017 bei einem 2:1-Sieg gegen Socuéllamos. In jener Saison kam er auf 33 Einsätze für Bilbao B, in denen er drei Treffer erzielte.
Ab August 2017 kam er regelmäßig in der ersten Mannschaft der Basken in der Primera División zum Einsatz und konnte sich dort als Stammspieler durchsetzen. Seinen ersten Treffer in der höchsten spanischen Spielklasse erzielte Núñez im März 2018 bei einem 1:1-Remis gegen Celta Vigo. Bis zum Saisonende hatte er 33 Einsätze in der Primera División zu Buche stehen. In den folgenden Spielzeiten verlor er jedoch seinen Stammplatz und erhielt weniger Einsatzzeit; in der Saison 2021/22 bestritt er nur noch neun Ligaspiele und saß bei den meisten Spielen ohne Einsatz auf der Ersatzbank.
Im Juli 2022 wurde Unai Núñez zunächst für ein Jahr an den Ligakonkurrenten Celta Vigo ausgeliehen, bei dem er Stammspieler wurde. 2023 wurde die Leihe daraufhin um ein weiteres Jahr verlängert. Im Frühjahr 2024 verpflichtete ihn der Verein gegen Zahlung einer Ablösesumme ab der Saison 2024/25 schließlich fest und stattete ihn mit einem Fünfjahresvertrag bis 2029 aus. Kurz nachdem der Vertrag im Sommer in Kraft getreten war, kehrte Núñez jedoch im August 2024 wiederum auf Leihbasis für ein Jahr mit anschließender Kaufoption nach Bilbao zurück.

### Nationalmannschaft
Im September 2017 debütierte Núñez in einem Testspiel gegen Italien für die spanische U21-Auswahl. Mit der Mannschaft gewann er 2019 die U21-Europameisterschaft, wobei er während des Turniers in drei Spielen zum Einsatz kam, darunter beim 2:1-Sieg im Finale gegen Deutschland. Für die A-Nationalmannschaft bestritt er im September 2019 beim EM-Qualifikationsspiel gegen die Färöer ein Länderspiel, welches in der Folge jedoch sein einziges blieb.

## Erfolge
Nationalmannschaft
- U21-Europameister: 2019

## Persönliches
Sein Vater Abel (* 1963) spielte für Barakaldo in der Segunda División B.